# Згорње Лаже
Згорње Лаже (словен. Zgornje Laže) су насељено место у општини Словенске Коњице, Савињска регија, Словенија.

## Историја
До територијалне реорганизације у Словенији било је у саставу старе општине Словенске Коњице.

## Становништво
У попису становништва из 2011. године, Згорње Лаже је имало 130 становника.
| Број становника према пописима | Број становника према пописима | Број становника према пописима |
| ------------------------------ | ------------------------------ | ------------------------------ |
| 1991                           | 2002                           | 2011                           |
| 143                            | 131                            | 130                            |